# São José de Ribamar
São José de Ribamar is een gemeente in de Braziliaanse deelstaat Maranhão. De gemeente telt 176.418 inwoners (schatting 2017).

## Aangrenzende gemeenten
De gemeente grenst aan Axixá, Icatu, Paço do Lumiar, Raposa, Rosário en São Luís.